# Спонгано
Спонгано (итал. Spongano) — коммуна в Италии, располагается в регионе Апулия, в провинции Лечче.
Население составляет 3824 человека (2008 г.), плотность населения составляет 318 чел./км². Занимает площадь 12 км². Почтовый индекс — 73038. Телефонный код — 0836.
Покровительницей коммуны почитается святая Виктория, празднование 23 декабря. 

## Демография
Динамика населения:

## Администрация коммуны
- Официальный сайт: http://www.comune.spongano.le.it/